# 薩赫諾夫希納區

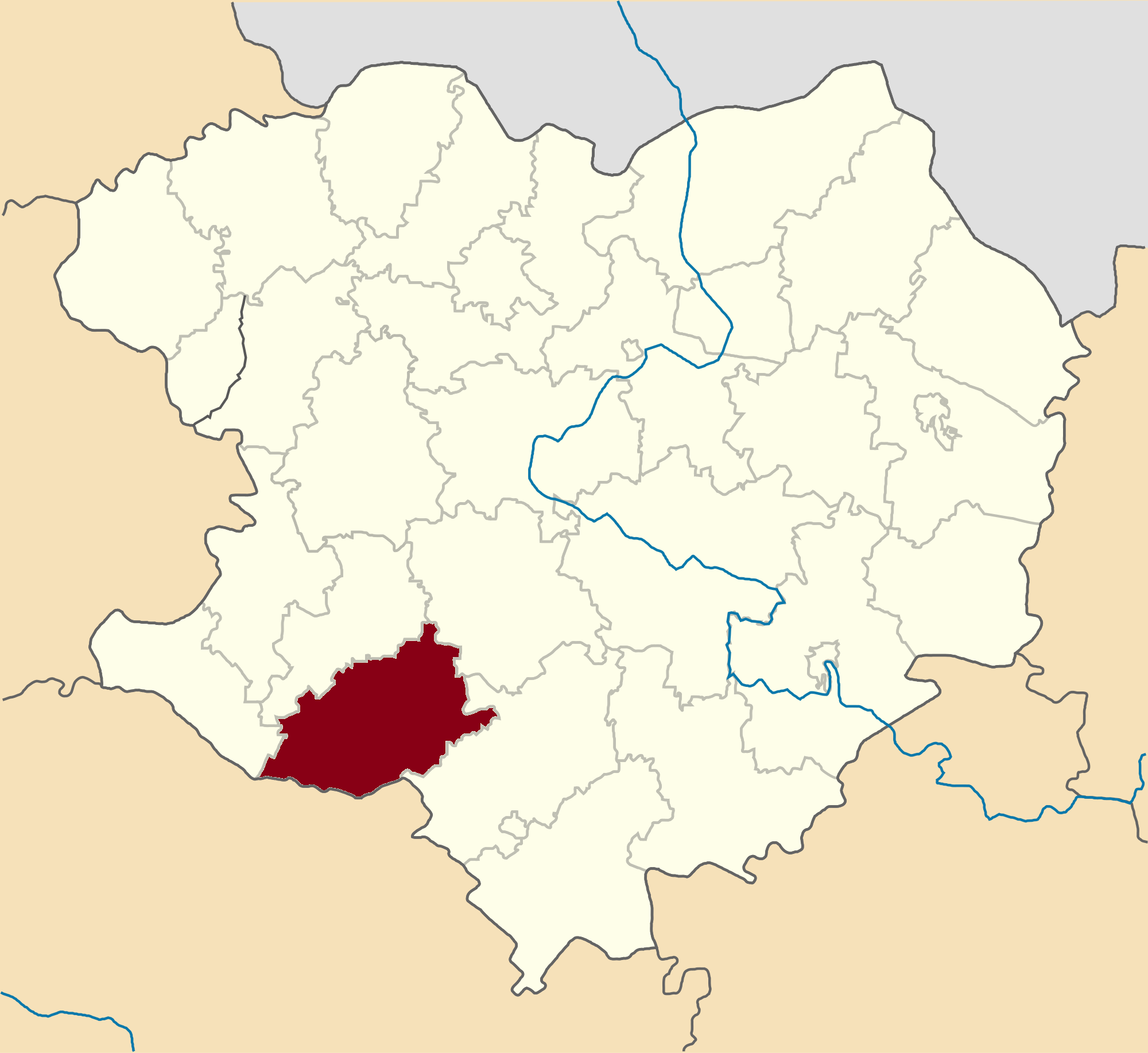

薩赫諾夫希納區（烏克蘭語：Сахновщинський район），曾是烏克蘭的一個區，位於該國東部，由哈爾科夫州負責管轄，首府設於薩赫諾夫希納，面積1,169.9平方公里，2013年人口22,029，人口密度每平方公里18.83人。
该区在2020年7月18日的乌克兰行政区划改革中被撤销，改革后哈爾科夫州下分为7个区，薩赫諾夫希納區合并至克拉斯諾赫拉德區。